# Svartfell (berg i Island, Norðurland vestra)
Svartfell är ett berg i republiken Island. Det ligger i regionen Norðurland vestra, 160 km nordost om huvudstaden Reykjavík. Toppen på Svartfell är 711 meter över havet.
Trakten runt Svartfell är nära nog obefolkad, med mindre än två invånare per kvadratkilometer. Det finns inga samhällen i närheten. Trakten runt Svartfell består i huvudsak av gräsmarker.